# الله ميت

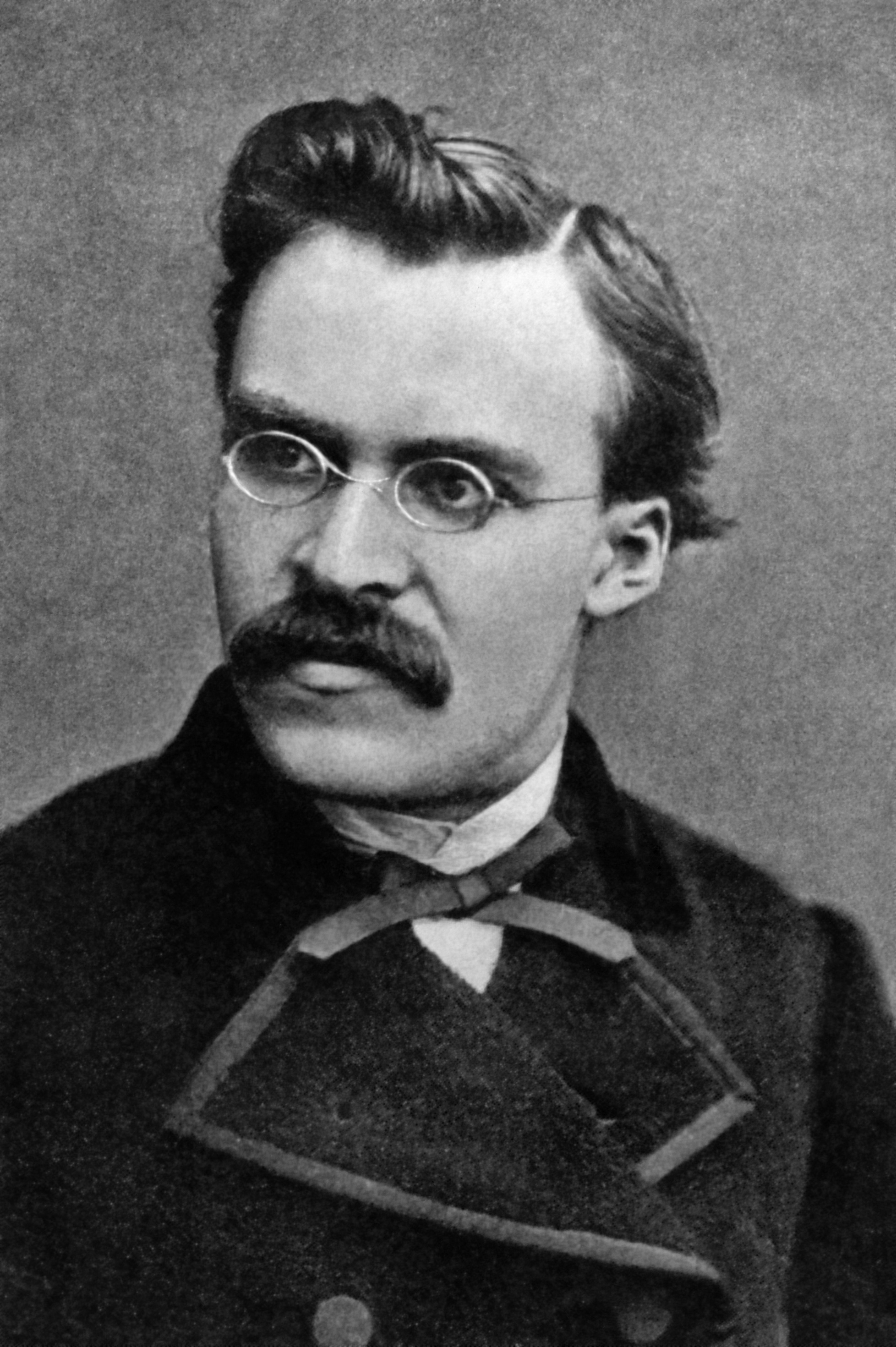
فريدريك نيتشه عام 1869.

«الله قد مات» (بالألمانية: Gott ist tot)، ويقال أيضًا موت الله، هو قول اقتُبس على نطاق واسع من الفيلسوف الألماني فريدريك نيتشه. استخدم نيتشه هذه العبارة للتعبير عن فكرته بـأن التنوير قد قضى على إمكانية وجود الله. مع ذلك، استخدم اللاهوتيون المؤيدون لأقوى شكل من أشكال موت الإله، العبارة بشكل حرفي، بمعنى أن الله المسيحي الذي كان موجودًا في مرحلة ما، لم يعد موجودًا إطلاقًا.

البيان الكامل لنيتشه:
«الله ميت. الله يبقى ميتًا. وقد قتلناه نحن. كيف سنريح أنفسنا، قتلة كل القتلة؟ ما كان أقدس وأقوى ما يملكه العالم حتى الآن قد نزف حتى الموت تحت سكاكيننا: من سيمسح هذا الدم عنا؟ ما الماء الذي نملك لنطهر أنفسنا؟ ما هي مهرجانات التفكير، وما الألعاب المقدسة التي يجب أن نخترعها؟ أليست عظمة هذا الفعل كبيرة جدًا بالنسبة لنا؟ ألا يجب علينا ألا نصبح آلهة ببساطة لنبدو مستحقين لذلك؟»
ظهرت هذه العبارة لأول مرة في مجموعة نيتشه من عام 1882، العلم المرح، تُرجم أيضًا، «السعي لتحقيق المعرفة والتفاهم». مع ذلك، ترتبط هذه العبارة برواية نيتشه الأكثر شهرة هكذا تكلم زرادشت، التي كانت المسؤول الأكبر عن شهرة العبارة. ناقش فلاسفة آخرون المفهوم في وقت سابق بمن فيهم فيليب مينليندر وجورج فيلهلم فريدريش هيغل.

## ذكر سابق
يمكن العثور على العبارة قبل نيتشه في قصيدة جيرار دي نرفال عام 1854 «المسيح في أشجار الزيتون»، ويدعي أنه كان يستشهد بخطاب من جان باول. عُثر على العبارة أيضًا في مقطع عبر عنه راوي في رواية البؤساء لفيكتور هوغو:
«الله ميت، ربما» قال جيرار دي نرفال في أحد الأيام لكاتب هذه الأسطر، مما أربك التقدم مع الله، واتخذ انقطاع الحركة لموت الكائن».

## مناقشة لهيغل
تظهر خطابات «موت الله» في الثقافة الألمانية في وقت مبكر من القرن السابع عشر وتشير أصلًا إلى نظريات التفكير اللوثرية. تظهر عبارة «الله ميت» في ترنيمة «أغنية قبر حزين» لجوهان فون ريست. يعتقد المؤرخون المعاصرون أن الفلاسفة الألمان المثاليون من القرن التاسع عشر، خاصة أولئك المرتبطين بجورج فيلهلم فريدريش هيغل، هم المسؤولون عن إزالة الصدى المسيحي للعبارة المتعلقة بموت المسيح وربطها بالنظريات الفلسفية والاجتماعية العلمانية.
على الرغم من كون البيان يُعزى لنيتشه، فقد ناقش هيغل مفهوم موت الله في ظواهرية الروح، حيث اعتبر أن موت الله «لا يُنظر إليه على أنه أي شيء، بل جزء معترف به بسهولة من دورة الفداء المسيحية المعتادة». كتب هيغل في وقت لاحق عن الألم العظيم الناجم عن معرفة أن الله ميت، «غير أن المفهوم النقي، كهاوية العدم التي يغوص فيها كل شيء، يجب أن يميز الألم المتناهي، الذي لم يتواجد في السابق إلا في التاريخ الثقافي، والشعور الذي يقوم عليه الدين الحديث، الشعور بأن الله نفسه ميت، (الشعور الذي نطق به باسكال، على الرغم من كونه تجريبيًا فقط، في قوله: الطبيعة هي من النوع الذي يميز كل مكان، داخل وخارج الإنسان، إله ضائع)، كمرحلة محضة، ولكن أيضًا ليست مجرد مرحلة، للفكرة العليا».
يبدو أن تلميذ هيغل، ريتشارد روثي، في نصه بدايات الكنيسة المسيحية ودستورها، كان من أوائل الفلاسفة الذين ربطوا فكرة موت الله بالنظرية الاجتماعية للعلمانية.
كتب الفيلسوف الألماني ماكس شتيرنر في عام 1844، عن موت الله وعن قتل الله على يد البشر خلال التنوير في كتابه الأنا وذاتها. يوجد مناقشة في الأدب الفلسفي للتأثير المحتمل لماكس ستيرنر على نيتشه.[بحاجة لمصدر]

## دور في فلسفة فيليب مينليندر
شاع هذا المفهوم قبل نيتشه في الكتابات الفلسفية للفيلسوف فيليب مينليندر.

كتب نيتشه صراحة أثناء قراءته لمينليندر أنه انشق عن شوبنهاور. لدى مينليندر أكثر من 200 صفحة ينتقد فيها ميتافيزيقيا شوبنهاور، ويجادل ضد وحدة كونية واحدة وراء العالم ويدافع عن تعدد حقيقي للإرادات التي تكافح بعضها البعض من أجل الوجود. مع ذلك، فإن الترابط والحركة الوحدوية للعالم، اللذان هما السببان المسؤولان عن قيادة الفلاسفة إلى وحدة الآلهة، لا يمكن إنكارهما. إنهما يؤديان بالفعل إلى الوحدة، ولكن ذلك قد لا يكون على حساب وحدة العالم التي تقوض الواقع التجريبي للعالم. لذلك أُعلن أنه ميت.
الآن لدينا الحق لإعطاء هذا الكائن الاسم المعروف الذي يميزه عن كل ما لا يملك قوة التصور وخيالًا أكثر جرأة وقلبًا متدينًا وتفكيرًا تجريديًا مهما كان عميقًا وروحًا منتقلة ومسرورة مهما ارتفعت: الله. لكن هذه الوحدة الأساسية من الماضي لم تعد كذلك. لقد مات الله وكان موته هذا حياتًا للعالم.

-  مينليندر- فلسفة الخلاص

## صياغة نيتشه
ذُكرت الفكرة في «الرجل المجنون» على النحو التالي:
«الله ميت. الله يبقى ميتًا. وقد قتلناه نحن.  كيف سنريح أنفسنا، قتلة كل القتلة؟ ما كان أقدس وأقوى ما يملكه العالم حتى الآن قد نزف حتى الموت تحت سكاكيننا: من سيمسح هذا الدم عنا؟ ما الماء الذي نملك لنطهر أنفسنا؟ ما هي مهرجانات التفكير، وما الألعاب المقدسة التي يجب أن نخترعها؟ أليست عظمة هذا الفعل كبيرة جدًا بالنسبة لنا؟ ألا يجب علينا ألا نصبح آلهة ببساطة لنبدو مستحقين لذلك؟»

-        نيتشه، العلم المرح، القسم 125. والتر كوفمان.
لكن العبارة اشتهرت بشكل أكبر في نهاية الجزء 2 من تمهيد زرادشت، حيث التقى بعد بداية رحلته المجازية زاهدًا مسنًا يعبر عن بغض البشرية وحب الله:
عندما سمع زرادشت هذه الكلمات، حيا القديس وقال «ما الذي يجب أن أعطيك إياه؟ لكن دعني أذهب بسرعة حتى لا آخذ شيئُا منك!». وهكذا افترقا عن بعضهما، الرجل المسن وزرادشت، وهما يضحكان كصبيين صغيرين.
لكن عندما كان زرادشت لوحده، قال هذا في قلبه: «هل يمكن أن يكون هذا ممكنًا! هذا القديس المسن لم يسمع في غابته أن الله قد مات!».

-   نيتشه، هكذا تكلم زرادشت، ترجمة آر. جاي. هولينغدال.

## التفسير
ذكر نيتشه هذه العبارة ليلخص العواقب والآثار التي تنص على أن عصر التنوير حل محل مفهوم الإله في المجتمع الأوربي في الغرب، الذي كان أساسًا معتقدًا مسيحيًا منذ الإمبراطورية الرومانية. أدى التنوير إلى انتصار العقلانية العلمية على الوحي المقدس، ظهور الفلسفة المادية والفلسفة الطبيعية أن جميع المقاصد والأغراض قد استغنت عن دور الإله في شؤون الناس ومصير العالم.
لاحظ نيتشة أزمة «موت الإله» التي تتمثل بالافتراضات الأخلاقية الحالية في أوروبا، والتي وُجدت في سياق العقيدة المسيحية التقليدية، «عندما يفقد الشخص الإيمان بالعقيدة المسيحية، تُسحب الأخلاق المسيحية من تحت قدميه. هذه الأخلاق ليست بديهية بحال. بكسر المفهوم الرئيسي للمسحية أو الإيمان، يُكسر كل شيء، لا شيء يبقى لدى الشخص». في مقالة «الرجل المجنون»، مقالة تخاطب غير المؤمنين -الملحدين خصوصًا- تتمثل المشكلة في الاحتفاظ بأي جزء من القيم في غياب النظام الإلهي.
تنوير الاستنتاج بـ «موت الإله» أعطى الاقتراح فرصة الظهور والبروز، الذي ينطبق على أن البشر والحضارة الغربية كاملةً غير قادرة على مواصلة اتباع الأوامر الإلهية والأخلاقية. يقول نيتشة: موت الإله سوف يؤدي ليس فقط إلى رفض التصديق في النظام الكوني أو الفيزيائي، بل أيضًا رفض القيم والمبادئ ذاتها، ورفض تصديق القوانين غير الموضوعية، ملزمةً بذلك جميع الأفراد. في هذه الحال، فإن فقدان الأسس الاخلاقية سيقود إلى العدمية، ومن هنا عمل نيتشة كي يجد حلًا بإعادة تقييم الأُسس الإنسانية.
صدق نيتشه أن أغلب الناس لم تتعرف على هذا الموت المدفون في داخل الشخص، وهو القلق. لذلك، عندما جاء الموت اعتُرف به بصورة واسعة، يختفي الناس وتصبح العدمية متفشية.
مع أن نيتشه يضع التصريح «الإله ميت» في مدخل «المجنون» في العلم المختلف، هو أيضًا يستخدم العبارة بصوته الخاص في الأقسام 108 و343، من الكتاب ذاته. في مقالة الرجل المجنون، يوصف الرجل بأنه يهرب في سوق ويصرخ «ابحث عن الإله! ابحث عن الإله!» وينشر بعض البهجة، ولا يأخذه أحد بجدية. ربما أخذ رحلة إلى المحيط؟ فقد دربه طفل صغير؟ ربما هو خائف منا -غير المؤمنين- ومختبئ؟ المزيد من الضحك. وبانزعاج يضرب الرجل المجنون مصباحه في الأرض، ويبكي ويقول «الإله ميت»، نحن من قتلناه، أنت وأنا! «ولكن لقد اقتربت»، ويلاحظ بسرعة أن الناس بدأت بمراقبته وهو واقف بدهشة وذهول: الناس لا تستطيع أن ترى أنها قد قتلت الإله.